# Amazon Luna
Amazon Luna — хмарна ігрова платформа, розроблена та керована Amazon. Платформа має інтеграцію з Twitch і доступна на Windows, Mac, Amazon Fire TV, iOS (як поступовий вебзастосунок), а також Android. Доступ до ігор та каналів таких брендів, як Ubisoft+ та Jackbox Games, здійснюється через платну підписку Luna+.
Luna використовує операційну систему Windows Server і відеокарти Nvidia Tesla T4 від Amazon Web Services для потокової передачі ігор, і доступна в США, Австрії, Канаді, Франції, Німеччині, Італії, Нідерландах, Польщі, Іспанії та Великій Британії. Конкурентами Luna є інші хмарні ігрові платформи, такі як Xbox Cloud Gaming, PlayStation Plus та GeForce Now.

## Історія
Luna відбувся м'який запуск з раннім доступом для запрошених передплатників лише 20 жовтня 2020 року. У стані раннього доступу Amazon Luna містив близько 100 різних ігор з початковою ціною $5,99 на місяць. Передплатники Luna отримують доступ до ігор Ubisoft та Epic Games у день їх виходу на відповідних каналах. Канал Ubisoft+ коштує додатково $14,99 на місяць. Ігри Epic Games, такі як Fortnite, є безкоштовними, але вимагають придбання копії гри.